# Anna Maria Alberghetti
Anna Maria Alberghetti (Pesaro, 15 maggio 1936) è un soprano e attrice italiana naturalizzato statunitense.
Nel 1951 fu coprotagonista del film-opera Il medium, tratto dall'omonima opera di Gian Carlo Menotti, mentre nel 1962 vinse un Tony Award come migliore attrice per il suo ruolo nel musical Carnival! di Bob Merrill.

## Biografia

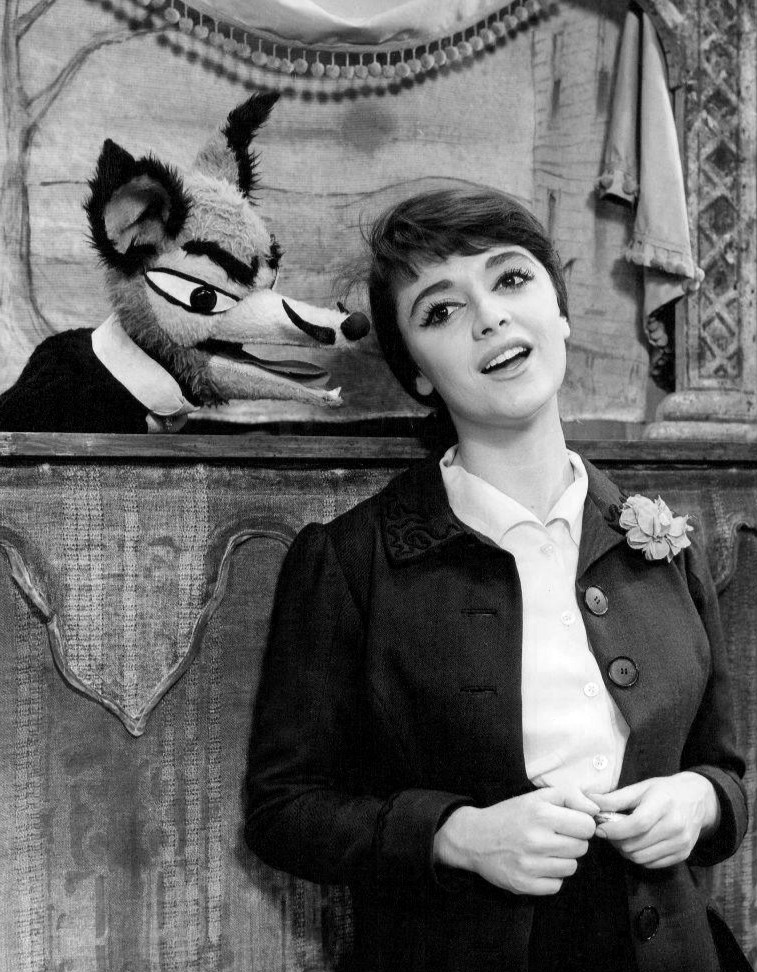
La Alberghetti in Carnival!

Anna Maria Alberghetti nacque a Pesaro da una famiglia di musicisti. Suo padre, Daniele Alberghetti, era un baritono e violoncellista, che lavorò al Teatro alla Scala e all'Opera di Roma. Sua madre, Vittoria, era una pianista che lavorava alla Scuola Regia Musicale di Rodi.
La Alberghetti iniziò giovanissima la sua carriera artistica di cantante, esibendosi già a sei anni a Rodi nel 1942, in un concerto per voce e orchestra, e quindi in vari teatri europei, nonostante le difficoltà del periodo bellico.
Il 28 aprile 1950, all'età di 13 anni, debuttò in concerto a New York alla Carnegie Hall e, il 29 giugno dello stesso anno, si esibì con la New York Philharmonic al Lewisohn Stadium, davanti a un pubblico di 13.000 spettatori, cantando arie dalla Lucia di Lammermoor e La traviata. Il successo fu così immediato che la famiglia Alberghetti decise di trasferirsi negli Stati Uniti in maniera permanente.
Nel 1951 fu tra i protagonisti del film-opera La medium, diretto dallo stesso compositore Gian Carlo Menotti, distinguendosi sia per le capacità vocali sia per le doti di recitazione, in quello che resta il suo più importante contributo all'opera lirica, ampiamente apprezzato dalla critica.
Negli anni seguenti comparve anche in alcuni altri film, ma solo due le offrirono l'occasione non solo di recitare ma anche di mostrare le proprie doti canore. Interpretò un'orfana di guerra che canta l'aria "Caro nome" dal Rigoletto in un cameo nel film È arrivato lo sposo (1951) di Frank Capra, e fu co-protagonista nel film Il cammino delle stelle (1953) di Norman Taurog, nei panni di una giovane rifugiata polacca di cui si scopre il grande talento musicale.
Continuò soprattutto a esibirsi in numerosi concerti negli Stati Uniti (Las Vegas, Miami, New York, Filadelfia, Los Angeles) ma anche in Australia, Europa, e America latina. Divenne una presenza popolare anche in numerosi programmi televisivi negli Stati Uniti, a cominciare da The Ed Sullivan Show, continuando anche le esibizioni teatrali in produzioni di musical.
Il suo ruolo teatrale più significativo giunse nel 1961-1963 come protagonista, a Broadway, del musical Carnival! di Bob Merrill. Per la sua interpretazione ricevette nel 1962 un Tony Award come migliore attrice protagonista in un musical.
Nel 1964 sposò il produttore Claudio Guzmán, riducendo drasticamente la propria attività artistica. Anche dopo il divorzio nel 1974, si occupò delle figlie, riprendendo con più intensità la carriera artistica solo dalla fine degli anni settanta in teatro con The Sound of Music (1978) e Camelot (1981), e tornando ad esibirsi come solista in concerti e in televisione.

## Filmografia

### Cinema
- La medium, regia di Gian Carlo Menotti (1951)
- È arrivato lo sposo (Here Comes the Groom), regia di Frank Capra (1951)
- Il cammino delle stelle (The Stars Are Singing), regia di Norman Taurog (1953)
- Alamo (The Last Command), regia di Frank Lloyd (1955)
- Combattimento ai pozzi apache (Duel at Apache Wells), regia di Joseph Kane (1957)
- 10.000 camere da letto (Ten Thousand Bedrooms), regia di Richard Thorpe (1957)
- Il Cenerentolo (Cinderfella), regia di Frank Tashlin (1960)
- Sparami stupido! (Friends & Family) regia di Kristen Coury (2001)
- Scintille d'amore (The Whole Shebang), regia di George Zaloom (2001)

### Televisione
- The Ed Sullivan Show – serie TV, 14 puntate (1950-1968)
- The Colgate Comedy Hour – serie TV, 6 episodi (1952-1955)
- General Electric Theater – serie TV, episodio 4x19 (1956)
- Climax! – serie TV, episodi 3x08-3x27-3x44 (1956-1957)
- The DuPont Show of the Month – serie TV, episodio 1x06 (1958)
- Westinghouse Desilu Playhouse – serie TV, episodio 2x01 (1959)
- The Garry Moore Show – serie TV, 5 puntate (1959-1961)
- Scacco matto (Checkmate) – serie TV, episodio 1x06 (1960)
- Kismet, regia di Bob Henry – film TV (1967)
- The Joey Bishop Show – serie TV, 3 puntate (1967-1969)

## Teatro
- Rose-Marie (1960)
- Carnival! (1961)
- Fanny (1963)
- West Side Story (1964)
- Fanny (1968)
- The Fantasticks (1968)
- The Most Happy Fella (1969)
- Cabaret (1970)
- Kismet (1971)
- The Student Prince (1976)
- The Sound of Music (1978)
- Side by Side by Sondheim (1980)
- Camelot (1981)
- The Fabulous Palm Springs Follies (2000)
- Senior Class (2007)

## Doppiatrici italiane
- Maria Pia Di Meo in Alamo, Il cenerentolo
- Adriana Asti in 10.000 camere da letto